# Gestrinone
Il Gestrinone è un ormone steroideo di sintesi che ha attività anti-progestinica e lievemente androgena.
Gestrinone è stato approvato per l'uso in diversi paesi, ma non negli Stati Uniti; in Italia, pur essendo stato approvato, per problemi di sito produttivo vi sono difficoltà di reperimento.
Per gli effetti anabolizzanti, il suo impiego nelle manifestazioni sportive è stato vietato dal CIO (Comitato Olimpico Internazionale).

## Indicazioni terapeutiche
Attualmente è utilizzato nell':
- Endometriosi associata o non a infertilità[2][3][4]
- sanguinamento uterino atipico
- Leiomioma dell'utero

## Modalità di somministrazione
Il gestrinone è usato da solo e non in combinazione con altri farmaci. È assunto per via orale o attraverso la vagina.

## Controindicazioni
- Ipersensibilità nota verso i componenti.
- Gravidanza.
- Allattamento.
- Insufficienza cardiaca, renale o epatica grave.
- Alterazioni metaboliche e/o vascolari durante terapia precedente con estrogeni e/o progestinici.

## Avvertenze e precauzioni
Il gestrinone, alla dose indicata, può provocare l'inibizione dell'ovulazione ma questo non elimina la possibilità che si verifichino gravidanze durante il trattamento. Infatti il gestrinone non è impiegato come contraccettivo, anche se attualmente si sta testando l'efficacia in tal senso.

## Gravidanza e allattamento
Il farmaco non va somministrato in gravidanza in quanto una leggera azione androgena è stata osservata nel coniglio trattato con dosi molto elevate.
Negli studi di embriotossicità sull'animale non è stato tuttavia evidenziato alcun effetto teratogeno.

## Effetti indesiderati
Gli effetti collaterali del gestrinone includono anomalie mestruali come spotting, carenza di estrogeni e sintomi di mascolinizzazione come acne, seborrea, diminuzione del seno, aumento della crescita dei capelli e perdita di capelli del cuoio capelluto, seborrea ,disturbi gastrointestinali, alterazioni della libido, vampate di calore, diminuzione del volume mammario, nervosismo e depressione, crampi ed alterazioni dell'appetito.

## Impieghi non approvati Off-Label
- Fibromi Uterini[12]
- Trattamento delle menorragie[13]
- Contraccezione post-coitale (d'emergenza)[14]
- Anabolizzante[15]